# Blase (Studentenverbindung)

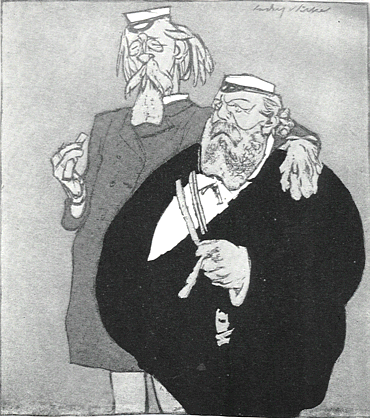
Karikatur von Rudolf Wilke im Simplicissimus. „Ja, alter Leibfuchs, was waren wir einmal für schneidige Korpsburschen. Und jetzt sind unsere Söhne bei einer katholischen Blase! Sie wollen eben auch Karriere machen“.

Blase ist ein im 19. Jahrhundert entstandener Begriff der Studentensprache. Er bezeichnet zunächst nach der Mitte des 19. Jahrhunderts aufkommende Vereinigungen und lose Gruppierungen außerhalb der studentisch-korporativen Form, die das historisch überlieferte Tragen von Farben und das studentische Fechten in Form der Mensur und des Duells ablehnten. Die Blasen gehören aufgrund ihrer nicht-farbentragenden „Obskuranz“ den sogenannten „schwarzen Verbindungen“ an; sie waren häufig als Pennälerverbindung auf Gymnasien anzutreffen. Als erste sich Blase nennende Verbindung ist die Frisia Göttingen 1855 nachweisbar. Es entstanden verschiedene Zusammenschlüsse von Blasen, darunter der Göttinger Blasenconvent (1860) und der Waltershäuser Blasenconvent (1866).
Im Laufe des frühen Kaiserreiches wird der Ausdruck Blase zu einem spöttisch, abfälligen Ausdruck gegenüber nicht-farbentragenden Korporationen. Schließlich werden viele der zahlreich nach 1871 neugegründeten Korporationen von den älteren als Blase bezeichnet. Insbesondere seit dem Kulturkampf werden katholische Verbindungen beleidigend als Blase konnotiert, wie es sich im feststehenden Begriff „katholische Blase“ in den satirischen Beiträgen der Fliegenden Blätter und des Simplicissimus widerspiegelt.